# Geelkopdiksnavelmees
De geelkopdiksnavelmees (Suthora fulvifrons; synoniem: Paradoxornis fulvifrons) is een zangvogel uit de familie Paradoxornithidae (diksnavelmezen).

## Verspreiding en leefgebied
Deze soort komt voor van de Himalaya tot centraal China en telt vier ondersoorten:
- S. f. fulvifrons: de centrale en oostelijke Himalaya.
- S. f. chayulensis: noordoostelijk India en zuidoostelijk Tibet.
- S. f. albifacies: noordelijk Myanmar en zuidwestelijk China.
- S. f. cyanophrys: centraal China.

## Status
De grootte van de populatie is niet gekwantificeerd maar de soort wordt omschreven als schaars tot vrij algemeen. Op de Rode lijst van de IUCN heeft deze soort de status niet bedreigd.